# Puʻuwai
La commune de Puʻuwai est le seul village de l’île de Niihau, dans le comté de Kauai, aux États-Unis.  Il se trouve sur la côte ouest de la petite île, et les Hawaïens autochtones qui vivent dans ce village parlent le dialecte Niihau de la langue hawaïenne. La communauté y vit comme il y a des centaines d'années et les commodités modernes de la vie sont extrêmement limitées. L'accès à la ville ainsi qu'à toute l'île est limité aux résidents de Niihau, aux visiteurs officiels et invités. Puʻuwai possède une école d'une seule classe. 
Niihau est située à environ 29 km à l'ouest de Kauai. 